# 小行星9901
小行星9901是一颗围绕太阳公转的小行星。1997年7月1日，克列特在克列特发现了此天体。
这颗小行星的绝对星等为99.14934459373907等。